# 徐志平
徐志平（1957年8月5日—），台灣的中國文學、台灣文學研究者和現代漢語文學創作者，客家人，博士，筆名思存，現在是國立嘉義大學中國文學系特聘教授。
桃園縣楊梅鎮（今桃園市楊梅區）瑞埔國民小學、仁美國民中學畢業。
新竹中學畢業後，1975年考進國立中興大學園藝學系，次年轉中國文學系，得文學學士學位，1980年入讀國立台灣師範大學中國文學研究所，在葉慶炳先生指導下以〈《續玄怪錄》研究〉 （1983年）論文得碩士學位。
1985年服完預備軍官役後，到嘉義農業專科學校教書。
1997年在吳宏一先生指導下以〈清初前期話本小說之研究〉得國立台灣大學中國文學研究所博士學位。
歷任國立嘉義農業專科學校講師、副教授，國立嘉義技術學院副教授（1997年起），國立嘉義大學副教授（2000年起）、教授（2001年起）、兼課務組組長（2001年到2003年）、兼中國文學系主任（2003年到2006年）、兼人文藝術學院院長（2009年到2011年）、中國文學系教授兼教務長（2012年到2016年）、主任秘書（2016年到2017年）、副校長（2017年），現任嘉義大學中文系特聘教授。
已婚，育有二子。

## 編著
著作
- 《晚明話本小說石點頭研究》（台灣學生書局，1991）
- 《清初前期話本小說之研究》（台灣學生書局，1998）
- 《五色石主人小说研究》（秀威資訊，2006）
- 《文學概論》（與黃錦珠合著）（洪葉文化，2009）
- 《明清小說敘事研究》（新文豐，2014）
- 《從金瓶梅到鴛鴦蝴蝶派-中國通俗小說探賾》（五南，2021）

編選
- 《中國古典短篇小說選注》（洪葉文化，1995）
- 《明清小說》（與黃錦珠合編）（黎明文化，1997）
- 《中國古代神話選注》（里仁書局，2006）
- 《大學文選》（與陳茂仁、翁麗雪、王玫珍合編）（新學林，2006）

## 外部連結
- 徐志平博客 （页面存档备份，存于）